# Пеир од Алверна
Пеир од Алверна или д'Алверн био је аквитанијски трубадур (активан од 1149. до 1170) са 21 (или 24) сачувана дела. Састављао је у „езотеричном“ „затвореном“ и „формално комплексном“ стилу, познатијем још и као trobar clus. 
Издваја се као један од најранијих трубадура који су именовани у Дантеовој Божанственој комедији.

## Живот
Како пише његова вида, Пеир јер био из грађанске породице. У току живота је био веома популаран, као и после. Био је висок, шармантан, мудар и образован и први од песника који је „ишао преко планина“ (тј. Пиринеја) у Шпанију. Време је тамо проводио на двору Алфонса VII од 1157. до 1158. Аутор његове виде, тврдио је да је „био највећи песник до Жироа де Борнеја“, а да су његове мелодије биле „најбоље од свих“.
Према оптужби другог трубадура Беранра Мартија, Пеир је у раној младости био свештеник, али је изашао из реда, да би постао музичар. Највероватније је да је он исто што и Petrus d'Alvengue и Petrus de Alvernia који се појављују у списима из Монпељеа из 1148. У току својих лутања је вероватно провео и време у Кортезону, на двору нижег племића и трубадура Рембоа од Оренжа.
Пеир је доживео дубоку старост и изводио је музику и поезију до своје смрти.

## Поезија
Пеир је писао углавном кансе (cansos), које је он звао именом vers. Такође је измислио пијетозне песме и написао 6 таквих песама, које се баве озбиљним темама религије, пијетозности и духовности. Чак и у његовим профанијим делима може се осетити моралистичка нота и утицај Маркабруа, са којим се у старости вероватно и сусрео.
У тематици дворске љубави, Пеир, који је напустио религијски живот рано, се оставио форми fin'amor („фина љубав“). Он ставља љубав према Светом духу изнад cortez' amors de bon aire и тако постаје једини трубадур који користи тај израз. Утицај Маркабруа се види и овде, посебно у једној каснијој песми о крсташком походу када он брани то што је Маркабру напустио телесну љубав. Он gran sabers ni purs — велику и чисту мудрост вуду кроз bon'amor („добру љубав“). Заједно са Бернаром Мартијем и Гаводаном, постао је део „Маркабруинске школе“.
Пеир се естески залаже за читаву песму (vers entiers), која је као таква „изнад свих осталих дела, која се као таква сматрају несавршеним.“
Једна од песама о Петом крсташком походу, непознатог аутора, Lo Senhre que formet lo tro, написана између 1213. и 1214. приписује се Пеиру од Алверна. У песми има тенсо између Бернара и неког Пеира, који каже да је „недостојно за даме да моле за љубав, већ да то треба да раде гаспари“.
Најпознатије његово дело је Chantarai d'aquest trobadors, сирвентес написан да се изруга 12 трубадура савременика.
Chantarai d'aquest trobadors данас се сматра пародијом, а не делом озбиљне поезије, или критике. Он у делу наводи и напада особине и понашање тих трубадура, као и њихова дела.

## Музика
У својој види споменут је као добар певач и један од најбољих композитора за непознате стихове. Његова чувена песма Chantarai d'aquest trobadors
садржи финалну торнаду која открива њену музичку природу, иако мелодија није сачувана:
| . | Начиних стихове за гајдицу у Пуаверу да се сви смеју и играју |

Само су две његове мелодије сачуване: Dejosta.ls breus jorns e.ls lonc sers, кансо, односно kanso и једна Тенсо.
Његова музика је мелизматичнија од осталих трубадурских мелодија и садржи trobar clus стихове.

## Песме
- Тенцона са Бернаром од Вентадура о одустајању од поезије